# Rio Corumbataí (vattendrag i Brasilien, Paraná)
Rio Corumbataí är ett vattendrag i Brasilien.   Det ligger i delstaten Paraná, i den södra delen av landet, 1 000 km söder om huvudstaden Brasília.
Trakten runt Rio Corumbataí består till största delen av jordbruksmark. Runt Rio Corumbataí är det glesbefolkat, med 20 invånare per kvadratkilometer.